# Bahnstrecke Nienburg–Minden
| Streckennummer (DB): | 1741                    |                            |                            |
| Kursbuchstrecke (DB): | 124                     |                            |                            |
| Kursbuchstrecke: | 192h (1934) 215h (1946) |                            |                            |
| Streckenlänge: | 53,0 km                 |                            |                            |
| Spurweite: | 1435 mm (Normalspur)    |                            |                            |
| Streckenklasse: | D4                      |                            |                            |
| Stromsystem: | 15 kV 16,7 Hz ~         |                            |                            |
| Streckengeschwindigkeit: | 80 km/h                 |                            |                            |
| Zugbeeinflussung: | PZB                     |                            |                            |
| |                         |                            |                            |
| \| \| \| von Bremen \| \| \| \| \| von Rahden \| \| \| \| 0,0 \| Nienburg (Weser) ⊙ \| Nienburg (Weser) ⊙ \| \| \| \| nach Hannover \| \| \| \| 4,4 \| Langendamm (Han) (Awanst) \| Langendamm (Han) (Awanst) \| \| \| 7,7 \| Schäferhof (Awanst) \| Schäferhof (Awanst) \| \| \| 11,1 \| Estorf (Weser) \| Estorf (Weser) \| \| \| 14,9 \| Landesbergen (Han) (Anst) \| Landesbergen (Han) (Anst) \| \| \| 18,8 \| Leese RWG (Anst) \| Leese RWG (Anst) \| \| \| 20,8 \| Leese-Stolzenau \| Leese-Stolzenau \| \| \| \| ehem. Steinhuder Meer-Bahn \| \| \| \| 20,9 \| ehem. nach Stadthagen \| ehem. nach Stadthagen \| \| \| 22,7 \| Landesgrenze Nds / NRW ⊙ \| Landesgrenze Nds / NRW ⊙ \| \| \| 24,9 \| Schlüsselburg (Weser) ⊙ \| Schlüsselburg (Weser) ⊙ \| \| \| 28,9 \| Heimsen ⊙ \| Heimsen ⊙ \| \| \| 33,0 \| Döhren (Weser) (Anst) ⊙ \| Döhren (Weser) (Anst) ⊙ \| \| \| 36,3 \| Windheim⊙ \| Windheim⊙ \| \| \| 40,8 \| Petershagen-Lahde ⊙ \| Petershagen-Lahde ⊙ \| \| \| 45,1 \| Frille ⊙ \| Frille ⊙ \| \| \| \| Mittellandkanal \| \| \| \| \| von Hannover ⊙ \| \| \| \| 50,4 \| Dankersen⊙ \| Dankersen⊙ \| \| \| \| Mindener Kreisbahnen \| \| \| \| 51,8 \| Minden (Westf) Gbf ⊙ \| Minden (Westf) Gbf ⊙ \| \| \| 53,0 \| Minden (Westf) Pbf ⊙ \| Minden (Westf) Pbf ⊙ \| \| \| \| nach Hamm \| \| \| \| \| \| \| \| Quellen: [1][2] \| \| \| \| |                         |                            |                            |
| Strecke |                         | von Bremen                 | von Bremen                 |
| Abzweig geradeaus und von rechts |                         | von Rahden                 | von Rahden                 |
| Bahnhof mit S-Bahn-Halt | 0,0                     | Nienburg (Weser) ⊙         | Nienburg (Weser) ⊙         |
| Abzweig geradeaus und nach links |                         | nach Hannover              | nach Hannover              |
| Blockstelle | 4,4                     | Langendamm (Han) (Awanst)  | Langendamm (Han) (Awanst)  |
| Blockstelle | 7,7                     | Schäferhof (Awanst)        | Schäferhof (Awanst)        |
| Dienststation / Betriebs- oder Güterbahnhof | 11,1                    | Estorf (Weser)             | Estorf (Weser)             |
| Blockstelle | 14,9                    | Landesbergen (Han) (Anst)  | Landesbergen (Han) (Anst)  |
| Blockstelle | 18,8                    | Leese RWG (Anst)           | Leese RWG (Anst)           |
| Bahnhof | 20,8                    | Leese-Stolzenau            | Leese-Stolzenau            |
| Kreuzung geradeaus oben (Querstrecke außer Betrieb) |                         | ehem. Steinhuder Meer-Bahn | ehem. Steinhuder Meer-Bahn |
| Abzweig geradeaus und ehemals nach links | 20,9                    | ehem. nach Stadthagen      | ehem. nach Stadthagen      |
| Grenze | 22,7                    | Landesgrenze Nds / NRW ⊙   | Landesgrenze Nds / NRW ⊙   |
| ehemaliger Bahnhof | 24,9                    | Schlüsselburg (Weser) ⊙    | Schlüsselburg (Weser) ⊙    |
| Dienststation / Betriebs- oder Güterbahnhof | 28,9                    | Heimsen ⊙                  | Heimsen ⊙                  |
| Blockstelle | 33,0                    | Döhren (Weser) (Anst) ⊙    | Döhren (Weser) (Anst) ⊙    |
| Dienststation / Betriebs- oder Güterbahnhof | 36,3                    | Windheim⊙                  | Windheim⊙                  |
| Bahnhof | 40,8                    | Petershagen-Lahde ⊙        | Petershagen-Lahde ⊙        |
| Dienststation / Betriebs- oder Güterbahnhof | 45,1                    | Frille ⊙                   | Frille ⊙                   |
| Brücke über Wasserlauf |                         | Mittellandkanal            | Mittellandkanal            |
| Verschwenkung von links · Verschwenkung von links |                         | von Hannover ⊙             | von Hannover ⊙             |
| ehemaliger Haltepunkt / Haltestelle · Strecke | 50,4                    | Dankersen⊙                 | Dankersen⊙                 |
| Kreuzung geradeaus unten · Kreuzung geradeaus unten |                         | Mindener Kreisbahnen       | Mindener Kreisbahnen       |
| Dienststation / Betriebs- oder Güterbahnhof · Dienststation / Betriebs- oder Güterbahnhof | 51,8                    | Minden (Westf) Gbf ⊙       | Minden (Westf) Gbf ⊙       |
| Dienststation / Betriebs- oder Güterbahnhof · Bahnhof mit S-Bahn-Halt | 53,0                    | Minden (Westf) Pbf ⊙       | Minden (Westf) Pbf ⊙       |
| Strecke · Strecke |                         | nach Hamm                  | nach Hamm                  |
| |                         |                            |                            |
| Quellen: |                         |                            |                            |

Die Bahnstrecke Nienburg–Minden ist eine eingleisige, elektrifizierte Nebenbahn in Niedersachsen und Nordrhein-Westfalen. Sie verbindet den Bahnhof Nienburg an der Bahnstrecke Wunstorf–Bremen mit dem Bahnhof Minden an der Bahnstrecke Hamm–Minden. Die wichtigste Aufgabe der Strecke ist der Güterverkehr vom Rangierbahnhof Maschen bei Hamburg in das Ruhrgebiet und weiter nach Süddeutschland sowie der Containerverkehr der Seehäfen ins Hinterland. Außerdem ist sie eine wichtige Umleitungsstrecke. Sie trägt wegen ihrer früheren militärischen Bedeutung den Beinamen Natobahn.

## Geschichte
Die erste Fahrt auf der Strecke Leese-Minden fand am 2. Mai 1921 statt, am Folgetag trat der erste Fahrplan für die Gesamtstrecke in Kraft.
Die Strecke wurde im Kursbuch von 1944 noch mit allen Haltepunkten bedient.
Die Strecke ist Teil einer direkten Verbindung zwischen Hamburg und dem Ruhrgebiet, die insbesondere im Güterverkehr als Ausweichroute die Strecke über Bremen, Osnabrück und Münster entlastet. Auch Verkehre zwischen Hamburg und Hannover werden teilweise über sie geführt. Während Umleitungsverkehr auf der Strecke stattfindet, werden die Regionalbahnen durch einen Schienenersatzverkehr ersetzt, um genügend Kapazitäten für umgeleitete Fern- und Güterzüge zu schaffen.
Der Wochenendverkehr wurde erst im Jahr 2001 wieder eingeführt. Seither wurde die hier verkehrende RB 76 Minden–Rotenburg an der Wümme insbesondere von Reisenden mit dem Wochenend-Ticket genutzt, da sich über diese Verbindung im Nahverkehr die kürzesten Fahrzeiten zwischen dem Ruhrgebiet und Hamburg ergaben. Auf der Linie RB 76 kamen überwiegend Lokomotiven der Baureihe 110 mit n-Wagen zum Einsatz. Unter der Woche kamen auch Dieseltriebzüge der Baureihe 614 zum Einsatz.
Ausgelöst durch die Kürzung der Regionalisierungsmittel wurde erwogen, hier den Schienenpersonennahverkehr ab Dezember 2007 aufzugeben. Damit wären die vor wenigen Jahren erfolgten Investitionen für die Wiederinbetriebnahme und den großzügigen Ausbau des Bahnhofs Petershagen-Lahde hinfällig. Die Einstellung des Nahverkehrs konnte abgewendet werden. Aufgrund der sehr geringen Nachfrage im Durchgangsverkehr wurde montags bis freitags die durchgehende Linie zwischen Minden und Rotenburg aufgegeben. Seitdem wird die Strecke durch die Linie RE 78 Nienburg–Bielefeld bedient.
Mit Einführung der Linie im Jahr 2007 wurden zunächst noch Dieseltriebzüge der Baureihe 644 eingesetzt, welche auch in den Jahren zuvor schon den Pendelverkehr Bielefeld–Minden bedienten. Im Jahr 2009 wurden sie durch Elektrotriebzüge der Baureihen 425 und 426 ersetzt, und abends gelegentlich durch Doppelstockzüge ergänzt. Auf Grund von Fahrzeugmangel bei den 426 wurden seit Februar 2017 alle Züge bis zum Fahrplanwechsel aus Elektrolokomotiven der Baureihe 111 mit zwei Doppelstockwagen der Serie 1994 gebildet.
Die Bedienung erfolgte am Wochenende im Zweistundenrhythmus (gegenüber dem werktäglichen Betrieb um etwa eine Stunde versetzt) durch die Linie RB 76 Minden–Rotenburg. Diese wurde früher durch DB Regio Nord mit lokbespannten Zügen betrieben. Dabei kamen Lokomotiven der Baureihen 141, 111 oder 143 mit Doppelstockwagen oder n-Wagen zum Einsatz. Seit Ende 2014 fuhr die EVB im Auftrag von DB Regio Nord mit Dieseltriebwagen der Baureihe 628 in Doppeltraktion (Zugnummern bis 14141). Der andere auf der Strecke verkehrende Zug wurde wie von Montag bis Freitag von der DB Regio gebildet (Zugnummern ab 14183). Bedeutsam waren die Anschlüsse in Minden zum RE 6 zum Flughafen Köln/Bonn und in Rotenburg zum RE 4 der Metronom nach Hamburg.

## Betrieb
Planmäßigen Schienenpersonenfernverkehr gibt es auf der Strecke nicht.

### Nahverkehr

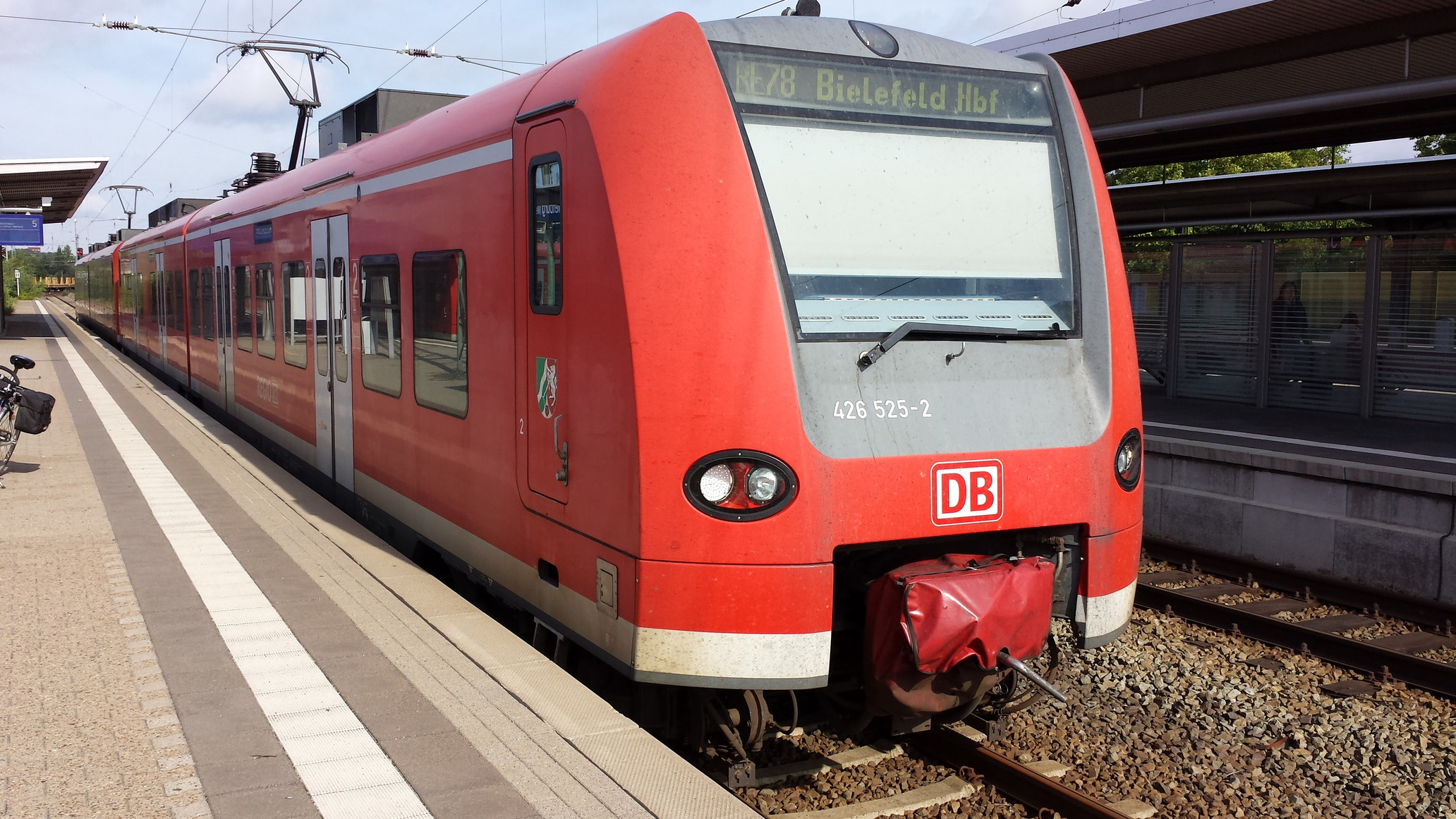
DB 426 025 als RE78 Nienburg (Weser) -> Bielefeld im Bahnhof Nienburg (Weser)

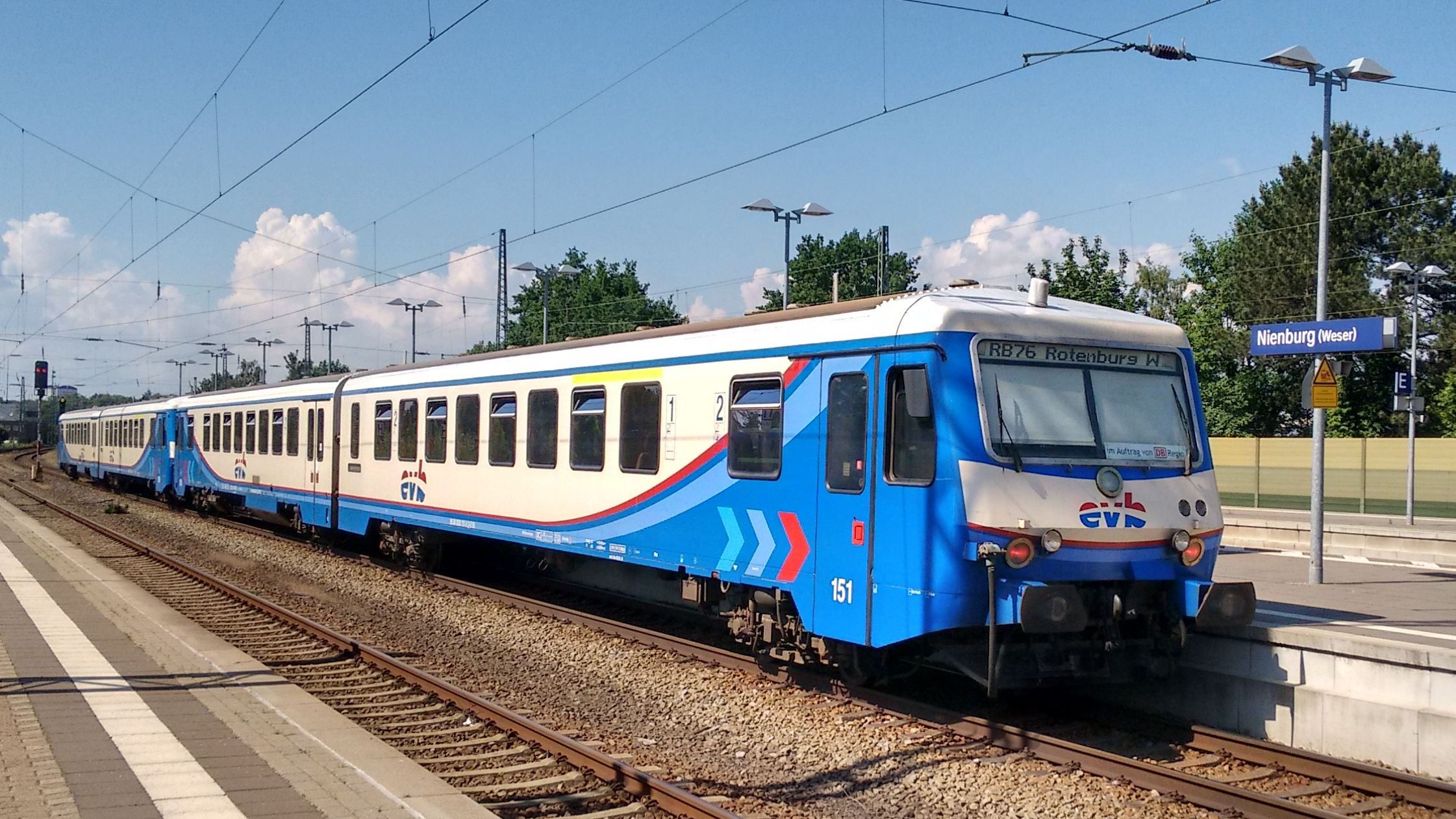
evb-Dieseltriebwagen 151 als RB76 Minden (Westfalen) -> Rotenburg (Wümme) im Bahnhof Nienburg (Weser)

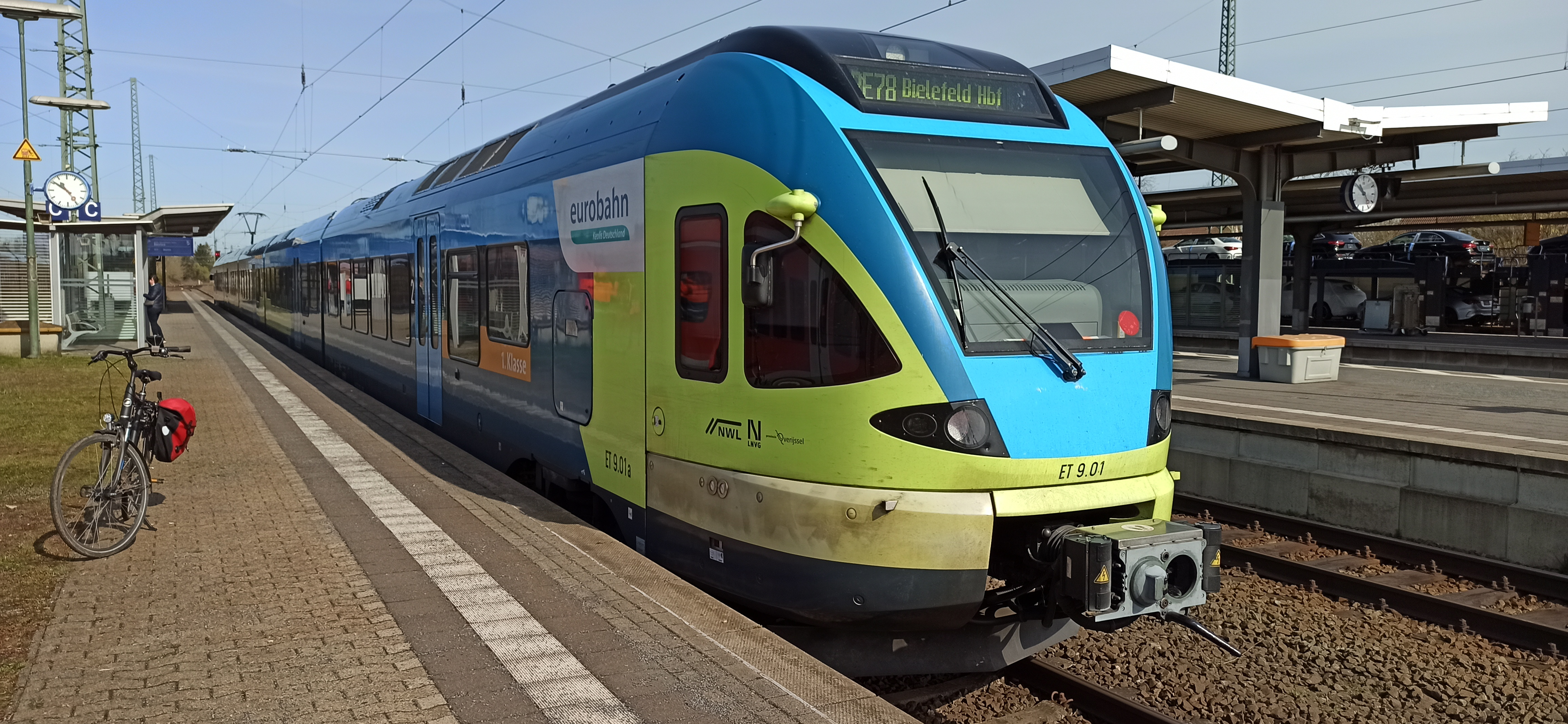
Eurobahn ET 9.01 als RE78 Nienburg (Weser) -> Bielefeld Hbf im Bahnhof Nienburg (Weser)

Im Schienenpersonennahverkehr wird die Strecke seit dem Fahrplanwechsel 2017/18 täglich im Zweistundentakt durch die Linie RE 78 Nienburg–Bielefeld bedient. Vorher verkehrte diese nur werktags, während am Wochenende die Relation Minden–Nienburg–Verden–Rotenburg (Wümme) bedient wurde. Als Rollmaterial werden Stadler-Flirt-Triebwagen des EVU eurobahn gebildet, wobei planmäßig mit fünfteiligem Triebwagen (Baureihe 0429 / ET 9.xx) gefahren wird. Die seit Mitte Januar 2018 eingesetzten Fahrzeuge gehörten ursprünglich der Westfalenbahn und fuhren auch im April 2021 noch in deren Lackierung. Der erste Zug verkehrt werktags Richtung Bielefeld um 7:09 Uhr ab Nienburg und in der Gegenrichtung um 05:24 Uhr ab Bielefeld. Das letzte Zugpaar fährt um 21:09 Uhr ab Nienburg und um 19:24 Uhr ab Bielefeld, jeweils neu seit Übernahme durch die Eurobahn. Der Zug um 7:26 Uhr ab Bielefeld startet außer an Sonntagen bereits in Rheda-Wiedenbrück um 7:04 Uhr. In Nienburg besteht direkt Anschluss an die Regional-Express-Linie RE1 von/nach Norddeich Mole sowie RE8 von/nach Bremerhaven-Lehe, beide über Bremen, die in Verden wiederum teilweise kurzen Anschluss von/nach Rotenburg haben. Es gibt noch einige zusätzliche Züge der Linie RE 78 in den Nachtstunden, die aber nur auf dem Abschnitt Minden – Bielefeld verkehren.
Die Durchschnittsgeschwindigkeit im Streckenabschnitt Minden–Nienburg beträgt 66 km/h, die Höchstgeschwindigkeit 80 km/h.

### Tarif
Es kommt grundsätzlich der Niedersachsentarif zum Einsatz. Vom 1. August 2016 an gab es ein Jahr lang ein Sonderticket für diese Strecke, das 6 Euro kostete. Für Fahrten zwischen Petershagen-Lahde und Minden gilt der Westfalentarif.

### Güterverkehr
Güterzüge verkehren auf der gesamten Strecke, u. a. zum Kraftwerk Heyden in Petershagen-Lahde. Am 30. September 2024 wurde das Kraftwerk stillgelegt, der Güterverkehr zum Kraftwerks ist eingestellt. Zugkreuzungen sind auf der eingleisigen Strecke nur in Windheim, Leese-Stolzenau und Estorf möglich. Der Bahnhof Heimsen ist hauptsächlich nur freitags besetzt, damit die Betriebserlaubnis nicht erlischt. An den anderen Tagen ist der Bahnhof Heimsen betrieblich durchgeschaltet – Signale sind auf Dauergrün und somit regulär nicht durch einen Fahrdienstleiter besetzt. Im Bahnhof Frille wurde das ehemalige Ausweichgleis zurückgebaut und mit einem Prellbock versehen, daher ist auch dort keine Zugkreuzung mehr möglich.

## Betriebliche Besonderheiten
Die Strecke ist abgesehen von den Bahnhöfen Nienburg (Weser) und Minden (Westf) durchgängig mit mechanischer Sicherungstechnik samt Formsignalen ausgerüstet. Eine Reihe für den Personenverkehr stillgelegter Bahnhöfe und aufgegebener Haltepunkte ist noch durch Reste von Bahnsteigkanten, charakteristische Empfangsgebäude mit historischen Aufschriften sowie alten Güterverladeeinrichtungen erkennbar. Die Sicherung der unbeschrankten Bahnübergänge erfolgt auch heute noch teilweise über Warnpfiffe, die durch Pfeiftafeln angeordnet werden. 2025 wurden mehrere Bahnübergänge zwischen Nienburg und Landesbergen mit Schranken und Lichtsignalen ausgestattet. In der Vergangenheit kam es auf diesem Abschnitt häufiger zu Unfällen.

## Zukunft
Der zweigleisige Ausbau der Strecken Rotenburg–Verden (Aller) und Nienburg (Weser)–Minden war im Bundesschienenwegeausbaugesetz als vordringlicher Bedarf enthalten. Das Investitionsvolumen der 77 km langen Gesamtmaßnahme bis Verden–Rotenburg und einer Entwurfsgeschwindigkeit von 120 km/h beträgt laut BVWP 348 Mio. Euro.
Im Dialogforum Schiene Nord wurde 2015 das Projekt Alpha-E anstelle der Y-Trasse empfohlen. Als Teil dieses Projekts soll die Strecke Nienburg–Minden geringfügig ausgebaut werden.
Im dritten Gutachterentwurf des Deutschlandtakts ist ein Ausbau des Bahnhofs Leese RWG zum Kreuzungsbahnhof sowie ein Überwerfungsbauwerk im Bahnhof Nienburg für die Relation Minden–Verden unterstellt. Dafür sind, zum Preisstand von 2015, Investitionen von insgesamt 77,4 Millionen Euro vorgesehen.

## Zwischenfälle
- 1. Dezember 2001: Ein Regionalzug rammte ein Schwimmbrückenfahrzeug der Bundeswehr bei Landesbergen. Von den rund einhundert Fahrgästen wurden 22 leicht verletzt, der Lokführer schwer verletzt im Führerstand eingeklemmt. Das Amphibienfahrzeug kam kopfüber auf dem angrenzenden Acker zu liegen. Drei Soldaten erlitten leichte Verletzungen.[15]

- 19. Oktober 2002: Die Lokomotive eines Güterzugs kollidierte auf einem nicht-technisch gesicherten Bahnübergang bei Landesbergen mit dem Pkw von Willi Heineking. Der Landesberger Bürgermeister und Landtagsabgeordnete überlebte schwer verletzt.[16]
- 2016 bis 2018: Über den nicht-technisch gesicherten Bahnübergang der Straße „In den Büschen“ nahe dem Kraftwerk Landesbergen wurde als Ort zweier tödlicher und einer auf Sachschaden begrenzten Kollisionen zwischen Kraftfahrzeugen und fahrenden Zügen berichtet:
  - 30. Dezember 2016: Es starb der Fahrer eines Müllwagens, der vor einem Regionalexpress auf den Bahnübergang fuhr. Von fünfzig Fahrgästen im Zug wurden sieben leicht verletzt; auch der Triebfahrzeugführer erlitt leichte Verletzungen. Durch austretenden Dieselkraftstoff brannten der Lkw und das Führerabteil des Triebwagens der Baureihe 425 aus. Der nicht mehr rollfähige Triebwagen wurde bis zu seinem Abtransport am 28. März 2017[17] auf dem Feld neben der Kollisionsstelle abgestellt.[18][19]
  - 26. September 2018: Es starb die Fahrerin eines Pkw, die vor einem Regionalzug auf den Bahnübergang fuhr. Der Lokführer wurde leicht, Fahrgäste nicht verletzt.[20][21]
  - 30. März 2019: Ein Mann steuerte einen Transporter gegen einen leer fahrenden Intercity, dessen Zugspitze den Übergang bereits passiert hatte. Der seitliche Anprall gegen zwei der Reisezugwagen führte nicht zu Verletzten.[22]

- 30. Juni 2017: Im Bahnhof Leese-Stolzenau kollidierte ein einfahrender mit einem stehenden Güterzug. Die beiden Triebfahrzeugführer wurden schwer verletzt, Waggons entgleisten. Ursache war eine durch den Fahrdienstleiter des Bahnhofs unzulässigerweise genehmigte Einfahrt des zweiten Güterzugs in das Gleis, in dem bereits etwa 40 Minuten lang der erste Zug auf seine Weiterfahrt wartete.[23]

- 27. August 2018: Ein Zug rammte einen Traktor bei Landesbergen. Sowohl der Traktorfahrer als auch der Lokführer wurden bei dem Zusammenstoß leicht verletzt. Fahrgäste wurden körperlich nicht verletzt, eine Passagierin erlitt einen Schock.[24]

- 27. September 2020: Am Bahnübergang in Frille kollidierte ein Regionalexpress mit einem Auto. Der 20-Jährige Beifahrer kam dabei ums Leben.[25]

- 8. Januar 2024: Ein in Nienburg eingestiegener Fahrgast entriegelte zwischen Leeseringen und Estorf die Tür und sprang bei ca. 80 km/h aus dem Zug. Ein Großaufgebot der Polizei und Feuerwehr fand den schwer verletzten Mann und brachte ihn ins Krankenhaus.[26]